# NGC 4973
NGC 4973 je eliptična galaktika u zviježđu Velikom medvjedu. 

## Vanjske poveznice
- (engl.) SEDS: NGC 4973
- (engl.) Revidirani Novi opći katalog
- (engl.) Izvangalaktička baza podataka NASA-e i IPAC-a
- (engl.) Astronomska baza podataka SIMBAD
- (engl.) VizieR